# Charles Christensens Legat
Charles Christensens Legat eller Charles Christensens Mindelegat (fuld titel: Arkitekt Charles Christensen og hustru Lise Christensens legat til studier af dansk bygningskunst, fortrinsvis fra tiden indtil midten af det 17. århundrede) er et legat, der blev oprettet efter Jacobine Elise (Lise) Peyrath Christensens død i 1975 på baggrund af hendes testamente, og bestyres af Det Kongelige Nordiske Oldskriftselskab.
Charles Christensens legat blev første gang uddelt d. 14. marts 1978.

## Modtagere
- 1978 Holger W. Schmidt[1]
- 1979 Olaf Olsen, Ebbe Lomborg og Henrik Græbe[2]
- 1980 Elna Møller og Sverri Dahl[3]
- 1981
- 1982 Morten Aamann Sørensen, Birgit Als Hansen og Kr. Eldjárn[4]
- 1983 Hakon Christie[5]
- 1984
- 1985
- 1986 Ebbe Nyborg[6]
- 1987
- 1988
- 1989
- 1990
- 1991
- 1992 Jens Vellev[7][8]
- 1993 Ole Schiørring og Knud J. Krogh[9]
- 1994 Mogens Vedsø, Steffen Stummann Hansen[9] og Jes Martens[10]
- 1995
- 1996 Torben Nilsson
- 1997
- 1998 Michael Andersen[11]
- 1999
- 2000 Hanne Fabricius[12]
- 2001
- 2002
- 2003 Karin Kryger[13]
- 2004
- 2005 Tom Christensen, Søren A. Sørensen og Ole Lass Jensen[14]
- 2006
- 2007 Thomas Bertelsen, Charlotte Haas, Jens Nielsen og Nils Engberg[15]
- 2008 Steen W. Andersen, Hans Mikkelsen, Jørgen Westphal og Heidi Maria Møller Nielsen[16]
- 2009 Andres Siegfried Dobat, Jens Fog Jensen og Almut Schülke (først uddelt 2010)[17]
- 2010 Vivian Etting, Josefine Franck Bican og Lone Gebauer Thomsen[18]
- 2011 Henriette Rensbro[19]
- 2012 Niels Aksel Boas[20]
- 2013 Lene B. Frandsen og Lars Meldgaard Sass Jensen[21]
- 2014 Rikke Agnete Olsen og Finn Ole Sonne Nielsen
- 2015 Frauke Witte[22]
- 2016 Poul Otto Nielsen og Øystein Ekroll
- 2017 Birgitte Bøggild Johannsen og Niels Jørgen Poulsen
- 2018 Christian Adamsen, Ulla Kjær, Susanne Klingenberg og Projektet Gyldne Altre
- 2019 Per Ethelberg,[23] Kjeld Borch Vesth, Jørgen Frandsen, Lars Bjarke Christensen og Ebbe Nyborg[24]
- 2020 Linda Boye, Leif Plith Lauritsen og Anders Christensen
- 2021 Pia Katrine Lindholt,[25] Mogens Vedsø, Bjarne Henning Nielsen, Jakob Kieffer-Olsen og Poul Grinder-Hansen
- 2022 Ikke uddelt
- 2023 Ikke uddelt
- 2024 Line M. Bonde og Morten Larsen[26]